# Telescopi robòtic

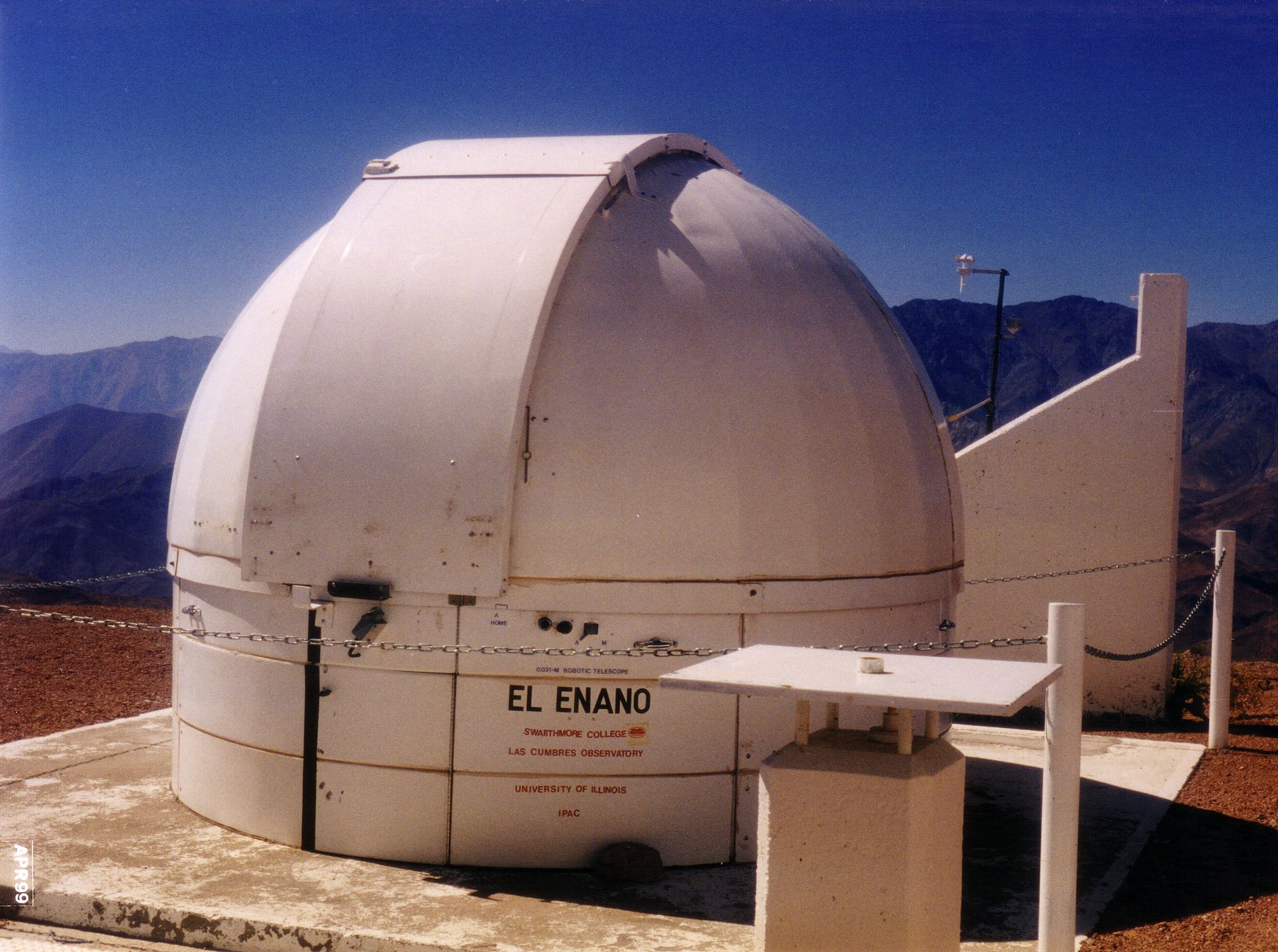
El Nan, un telescopi robòtic a Cerro Tololo (Xile).

Un telescopi robòtic  és un telescopi astronòmic amb el seu sistema detector que pot fer observacions astronòmiques de forma automàtica, sense intervenció humana. En disciplines astronòmiques, un telescopi es qualifica com robòtic si és capaç de fer aquestes observacions sense ser operat per un ésser humà, encara que precisi un operador per iniciar les observacions al principi de la nit, o per acabar-les en arribar el matí. Un telescopi robòtic és diferent d'un telescopi remot, encara que n'hi ha que poden ser al mateix temps ambdues coses (robòtic i remot), com és el cas dels quatre Telescopis de La Sagra, que són robòtics però controlats des de l'Observatori Astronòmic de Mallorca que descarrega diàriament les dades des de Mallorca per internet, per processar-les amb sofisticats algorismes concebuts "in house" que van permetre detectar l'asteroide 2012 DA14, entre altres milers.
A part dels telescopis robòtics de l'Observatori Astronòmic de Mallorca, hi ha els famosos telescopis robòtics dels programes LINEAR i NEAT, que han trobat moltes estrelles i cossos menors. Aquests telescopis s'han utilitzat en astronomia en particular per a la detecció i el descobriment de planetoides, que podrien col·lidir amb la Terra. A l'entorn militar, el telescopi robòtic s'utilitza per identificar i controlar els satèl·lits artificials.

## Funcionament
Els telescopis robòtics estan automatitzats a través d'un complex conjunt d'equips mecànics i electrònics, incloent:
- Un sistema de seguiment que controla els seus servomotors.
- Una càmera CCD o d'una tecnologia equivalent per a l'adquisició de les imatges, acoblat a un sistema de lents d'enfocament.
- Un sistema de control de la cúpula o el sistema de tancament del telescopi.
- Identificació de les condicions meteorològiques i funcions accessòries.
- Un PC, per gestionar la informació i un ordinador controla els motors i altres equips del telescopi.

Molts telescopis robòtics són petits (amb un diàmetre al voltant d'un metre de diàmetre o menys). Encara que els telescopis dels grans observatoris poden ser altament automatitzats, pocs telescopis s'usen sense operadors.

## Història
Els estudis sobre automatització en l'astronomia es van iniciar en la segona meitat del segle XX
El 1985, el llibre Microcomputer Control of Telescopes, de Russell M. Genet i Mark Trueblood, va ser una fita en els estudis sobre aquest camp. Es van estudiar molts projectes però la complexitat i dificultats tècniques del moment feia difícil la seva realització.
El 1993 John Baruch va construir el primer telescopi robòtic completament automatitzat i connectat via web, a la Universitat de Bradford, al Regne Unit. El telescopi tenia una obertura de 46 cm i era controlat per un PC 486DX

## Descobriment del Cometa Elenin C/2010 X1
El cometa C/2010 X1 (Cometa Elenin ) és un cometa no periòdic descobert per l'astrònom rus Leonid Elenin el 10 de desembre de 2010 gràcies a l'observatori robòtic "International Scientific Optical Network" prop de Mayhill, a l'estat de Nou Mèxic, EUA.

## Descobriment de l'asteroide 2012 DA14
El 15 de febrer de 2012, gràcies als seus quatre telescopis robotitzats operats per telecontrol per l'OAM i al cel lliure de contaminació lumínica de la serra de la Sagra, un equip coordinat per Jaume Nomen, astrònom de l'Observatori Astronòmic de Mallorca (OAM) localitza l'asteroide 2012 DA14, i calcula que l'any següent, el 15 de febrer de 2013, passarà a 27 000 km de la Terra, la distància més propera a la terra mai registrada per un asteroide, de fet és una distància bastant més propera que la d'un satèl·lit geoestacionari, que orbita a 35.786 km.